# 富内斯
富内斯（義大利語：Funes，義大利語發音：[fuˈnɛs]），德语名菲尔讷斯（德語：Villnöß，德語發音：[fɪlˈnœs]），是意大利博尔扎诺-上阿迪杰自治省的一个市镇。总面积80平方公里，人口2532人，人口密度31.7人/平方公里（2009年）。ISTAT代码为021033。